# لوغان نيلسون
لوغان نيلسون (بالإنجليزية: Logan Nelson)‏ هو ملحن وموسيقي أمريكي، ولد في 11 نوفمبر 1996 في ويتشيتا في الولايات المتحدة.

## وصلات خارجية
- الموقع الرسمي
- لوغان نيلسون على موقع IMDb (الإنجليزية)
- لوغان نيلسون على موقع ميوزك برينز (الإنجليزية)
- لوغان نيلسون على موقع قاعدة بيانات الفيلم (الإنجليزية)